# آنتونی بامفورد
آنتونی بامفورد (انگلیسی: Anthony Bamford؛ زادهٔ ۲۳ اکتبر ۱۹۴۵) سرمایه‌دار و کارآفرین اهل بریتانیا است، که مالک شرکت جی‌سی‌بی بشمار می‌آید.